# Floyd Britton
Floyd Wendell Britton Morrison (Colón, província de Colón, 21 de abril de 1937 - Ilha de Coiba, província de Veraguas, 29 de novembro de 1969) foi um dirigente estudantil, líder revolucionário e político socialista panamenho. Morreu devido às torturas a que foi submetido enquanto preso político, pela sua resistência ao golpe militar de 1968.

## Biografia
Oriundo de uma família de imigrantes negros que veio para o Panamá em busca de melhores oportunidades de emprego, foi líder estudantil desde os tempos do ensino secundário, no qual se formou em 1958, e posteriormente matriculou-se na Universidade do Panamá. Participou de uma fracassada revolta no ano seguinte sendo ferido nas praias de Santa Clara quando tentou  derrubar o governo do presidente Ernesto de la Guardia Jr..
Rapidamente se tornou um líder do Movimento de Ação Revolucionária e da Federação de Estudantes do Panamá (FEP), organizou protestos antiimperialistas contra os Estados Unidos envolvendo-se ativamente nas jornadas de recuperação da soberania do Panamá sobre a Zona do Canal, além de ter revelado ao mundo o projeto dos Tratados Robles-Johnson que buscava legalizar a presença de bases militares estadunidenses em território panamenho. Também participou de conferências em Cuba e se juntou ao Partido do Povo do Panamá, o primeiro e principal partido marxista do Panamá. Talvez o mais significativo seja o fato de Britton ter sido um dos líderes dos protestos de 1964, que hoje são comemorados no feriado do Dia dos Mártires.
Com a política fortemente influenciada tanto pela Revolução Cubana como pelo maoísmo, rompeu com o Partido do Povo, formando uma das duas facções esquerdistas. Em 11 de outubro de 1968, um golpe militar trouxe ao poder o general Omar Torrijos, e em poucas horas Britton foi sequestrado pela Guarda Nacional e enviado para a colônia penal de Coiba. 
Em 29 de novembro de 1969, Britton foi espancado até a morte em Coiba, segundo inúmeras testemunhas. Os sucessivos governos panamenhos há muito se recusam a divulgar quaisquer detalhes e os restos mortais de Britton nunca foram encontrados, embora as buscas prossigam.